# Peugeot 206
Peugeot 206 je osobní automobil z třídy malých vozů, tedy segmentu B, francouzského výrobce automobilů Peugeot. Vyrábí se od roku 1998. V roce 2003 přišla ke slovu mírná úprava vizáže, a to v podobě čirých předních světlometů, nové grafiky zadních svítilen a jiného předního nárazníku. Další modernizací, tentokrát už velmi radikální, prošel vůz v roce 2009. Tehdy dostala 206 velmi výraznou masku chladiče, větší znak lva na přídi, velké přední světlomety, jiné nárazníky, opět novou grafiku zadních svítilen a vrchní díl palubní desky, včetně grafiky „budíků“ u řidiče, totožný s modelem 207, ale hlavně se změnilo označení modelu na 206+. 206+ se velmi podobala jeho nástupci - modelu 207. Ačkoliv v roce 2006 byla spuštěna výroba nástupce - Peugeot 207, v Evropě výroba 206+ pokračovala až do konce roku 2012. Například v Číně se ale Peugeot 206 prodával jako Citroën C2. V Evropě je ale Citroën C2 designově úplně odlišný, s modely 206/206+ a Citroënem C3 má společný pouze podvozek.
Jde o nejprodávanější Peugeot všech dob.[zdroj?] Vyráběl se jako tří- nebo pětidveřový hatchback (od 1998), pětidveřové kombi s přídomkem SW (od 2002) a čtyřdveřový sedan (od 2008, pouze pro některé asijské trhy, např. Írán). Mezi lety 2000-2008 se také vyrábělo kupé-kabriolet s pevnou automaticky skládací střechou s přídomkem CC, poté byl nahrazen typem 207.

## Motory

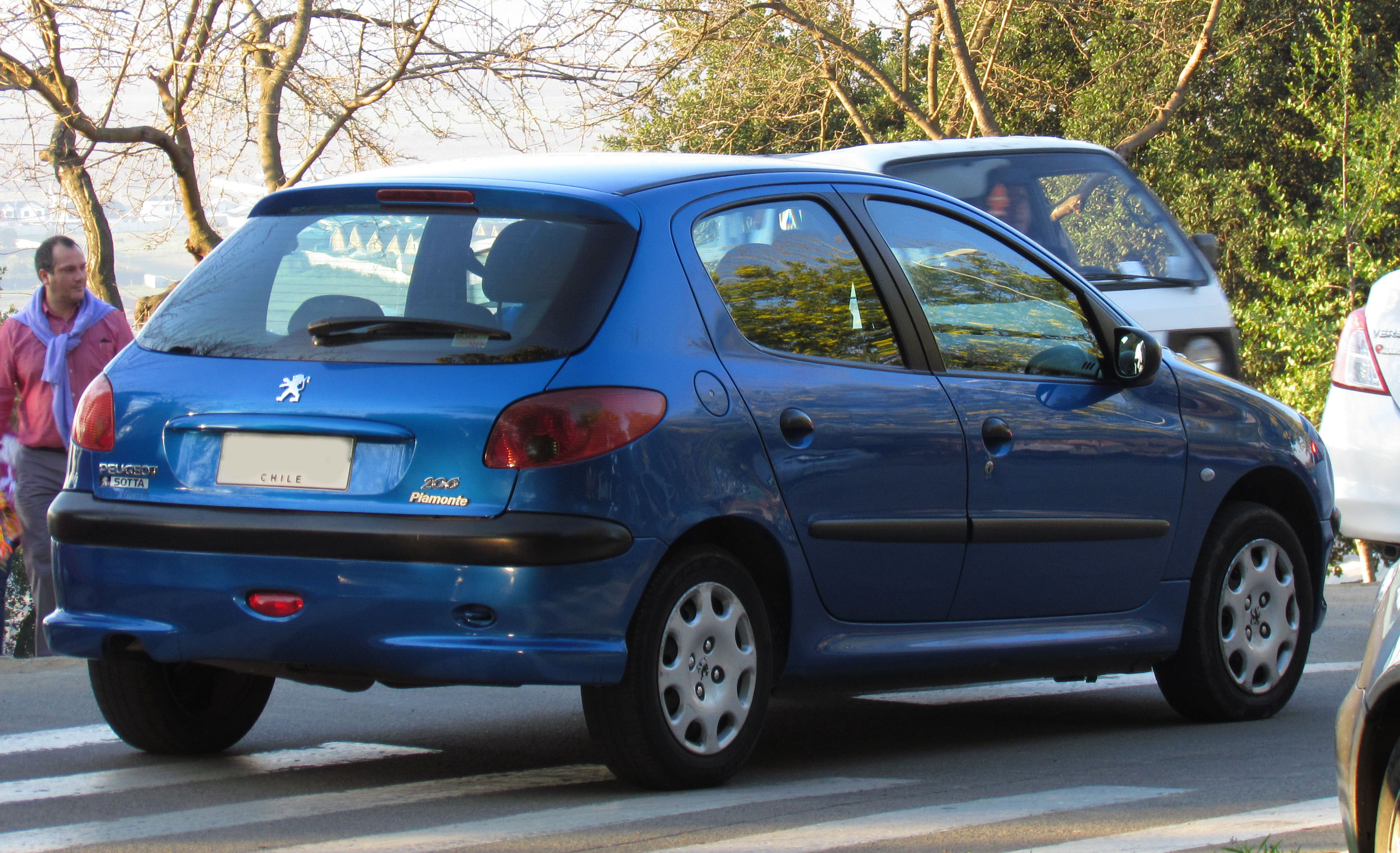
Peugeot 206 (zadní pohled)

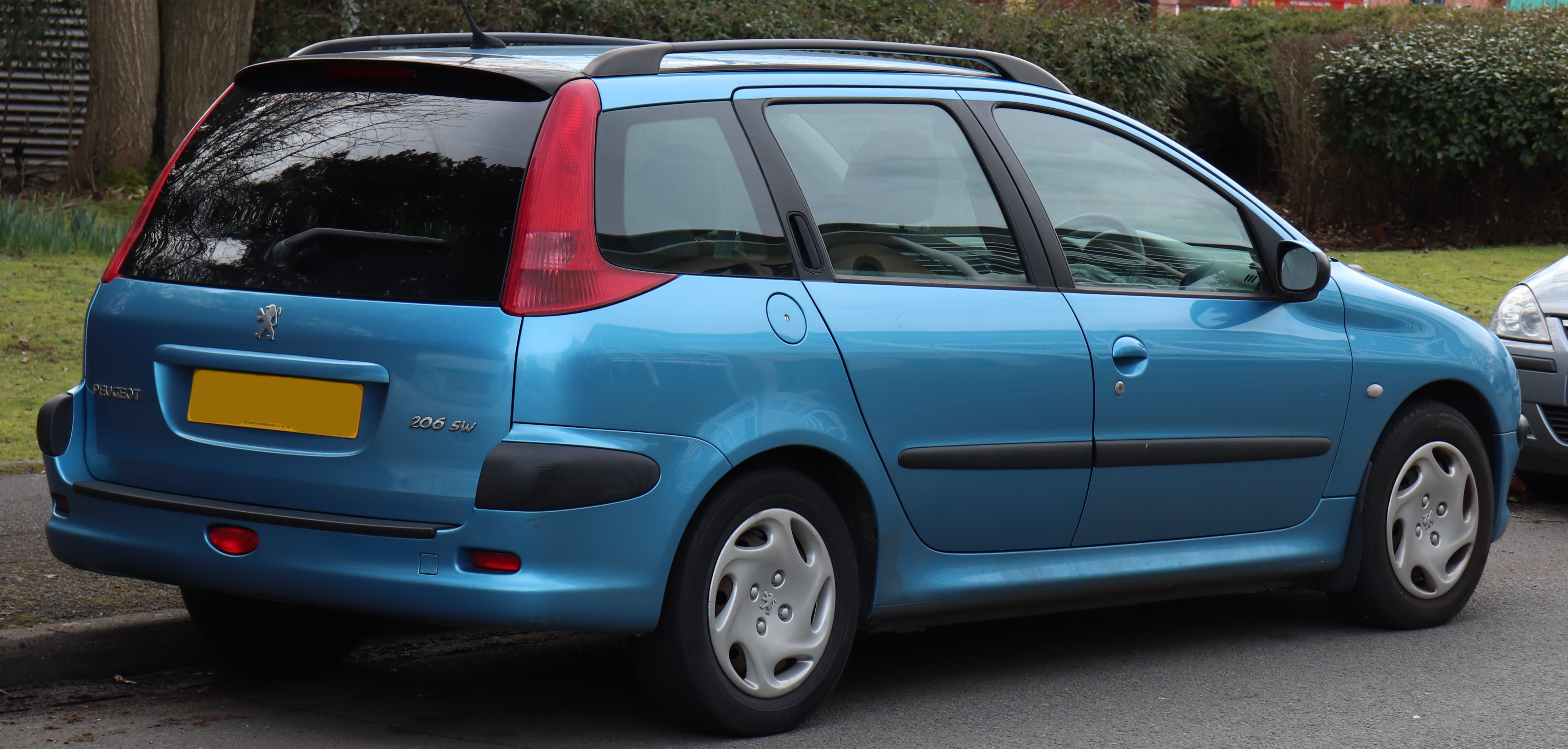
Peugeot 206 SW (kombi)

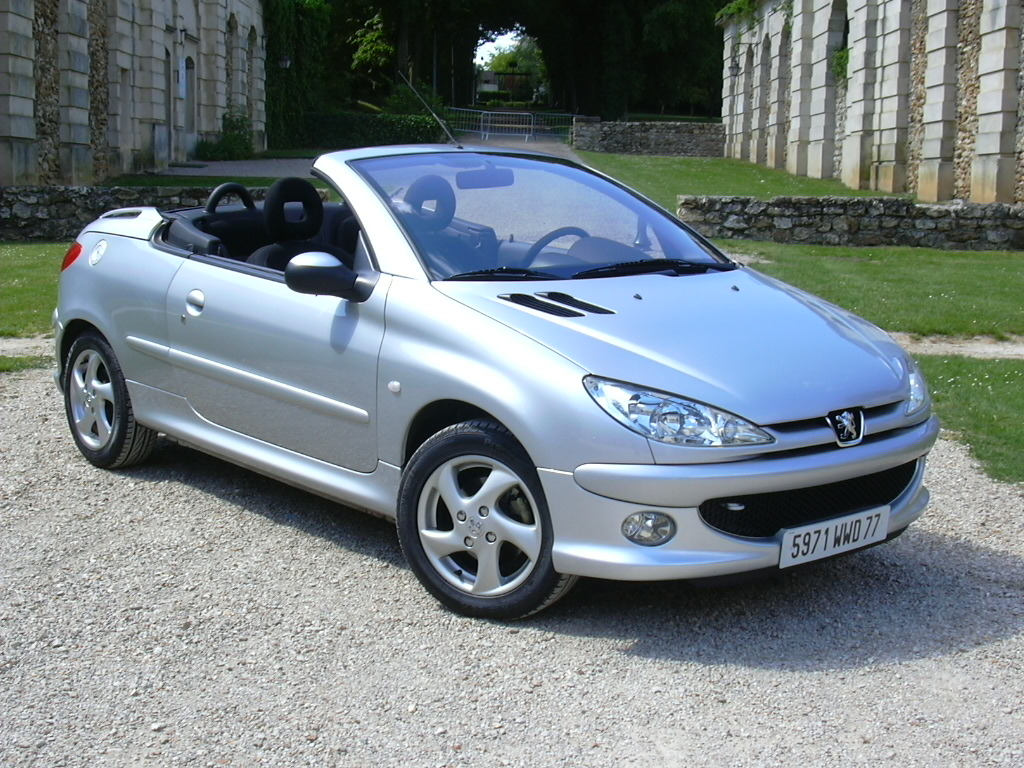
Peugeot 206 CC kabriolet

### Benzinové
- 1,1 l (1124 cm³) TU1 I4, 60 PS (59 k/44 kW)
- 1,4 l (1360 cm³) TU3 I4, 75 PS (74 k/55 kW)
- 1,4 l (1360 cm³) ET3 16v I4, 88 PS (87 k/65 kW)
- 1,6 l (1587 cm³) TU5 8v I4, 90 PS (90 k/65 kW)
- 1,6 l (1587 cm³) TU5JP4 16v I4, 109 PS (108 k/80 kW)
- 2,0 l (1997 cm³) EW10 16v I4, 136 PS (134 k/100 kW)
- 2,0 l (1997 cm³) EW10J4S 16v I4, 177 PS (180 k/130 kW)

### Naftové
- 1,4 l (1398 cm³) DV4 HDi I4, 68 PS (67 k/50 kW) – 1,4 HDI
- 1,9 l (1868 cm³) DW8 I4, 71 PS (70 k/52 kW) – 1,9 D
- 1,6 l (1560 cm³) DV6 HDi HDi 16v I4, 109 k (108 hp/80 kW) – 1,6 HDI
- 2,0 l (1997 cm³) DW10 HDi I4, 90 PS (90 k/66 kW) – 2,0 HDI

## Závodní verze
V kategorii JWRC soutěžily vozy Peugeot 206 S 1600 a v mistrovství světa Peugeot 206 WRC.

### Peugeot 206 WRC

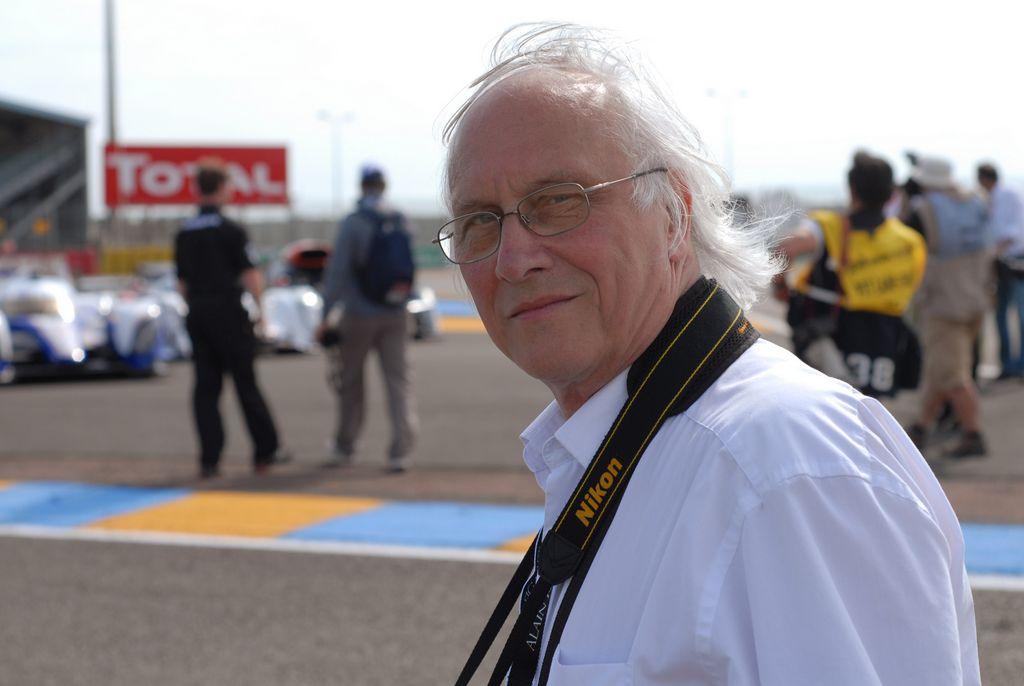
Designer Peugeotu 206 Gérard Welter

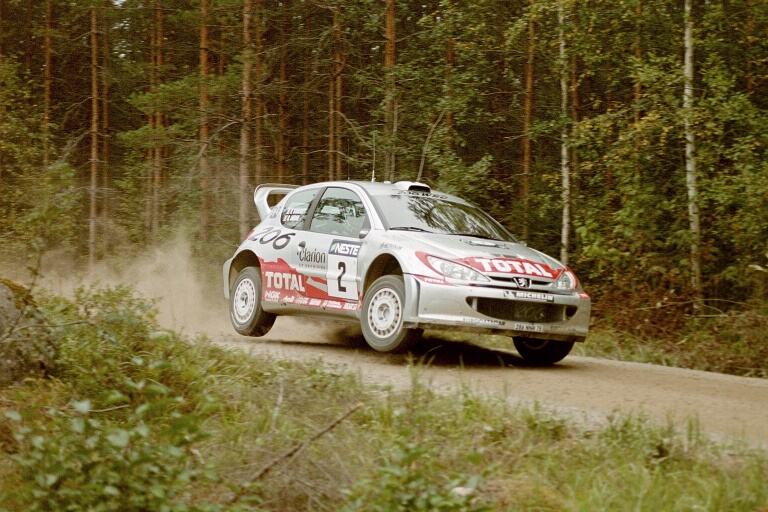
Peugeot 206 WRC

Od roku 1999 do roku 2003 vozy Peugeot 206 WRC reprezentovaly automobilku v mistrovství světa automobilových soutěží. Bylo to poprvé od dob skupiny B, kdy Peugeot soutěžil v nejvyšší kategorii. Kvalitní jezdci (např. Marcus Grönholm, Richard Burns) s nimi získali mnoho vítězství. Od roku 2001 patřil k hlavním sponzorům továrního týmu ropný gigant Total. Model 206 WRC pohání čtyřválec o objemu 1997 cm³ s rozvodem DOHC, který dosahoval výkonu 221 kW a točivého momentu 535 Nm. Motor byl přeplňovaný turbodmychadlem Garrett. Vůz má pětistupňovou sekvenční převodovku. Automobil jezdí na pneumatikách Michelin. Vnější rozměry automobilu, konkrétně délka, musely být upraveny, aby vůz splňoval minimální normy. Poprvé byl homologován 1. května 1999 a poprvé byl nasazen do soutěže Tour de Corse – Rallye de France 1999. V roce 2003 dostal vůz nové aerodynamické prvky a barva se změnila na červenou po příchodu nového hlavního sponzora společnosti Marlboro.

#### Rozměry
- Délka – 4005 mm
- Šířka – 1770 mm
- Rozvor – 2468 mm
- Hmotnost – 1230 kg (minimální povolená)

### Peugeot 206 S1600

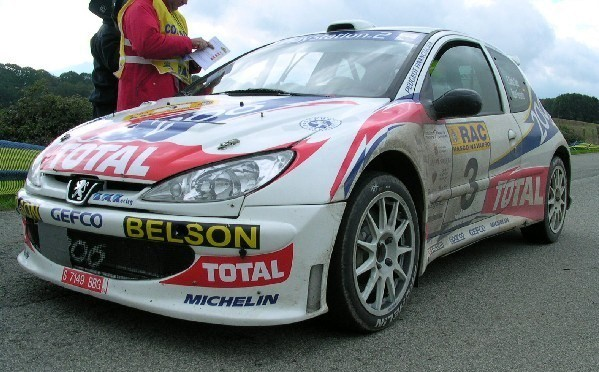
Peugeot 206 S1600

Původně tým a vývojové středisko Peugeot Sport vyvíjeli typ 206 Kit Car, který se měl stát nástupcem vozu Peugeot 306 MAXI. nakonec se ale konstruktéři rozhodli pro kategorii S1600. První prototyp byl představen v roce 2000. Prvním startem pak byla Katalánská rallye 2001. Motor byl převzatý z okruhové verze vozidla Peugeot 106 S16. Vozy byly vyráběny jak ve specifikaci Kit Car, tak pro třídu S1600. Na vývoji se podíleli Cedric Robert nebo Gilles Panizzi.
K pohonu sloužil motor o objemu 1587 cm³, který dosahoval výkonu 200 koní a točivého momentu 185 Nm. Celková hmotnost vozu byla 970 kg.